# Надкобово
Надкобово — деревня в Белозерском районе Вологодской области.
Входит в состав Гулинского сельского поселения, с точки зрения административно-территориального деления — в Кукшевский сельсовет.
Расположена на берегу Ворбозомского озера. Расстояние до районного центра Белозерска по автодороге — 36 км, до центра муниципального образования деревни Никоновская по прямой — 15 км. Ближайшие населённые пункты — Ануфриево, Москвино, Фетинино.
Население по данным переписи 2002 года — 3 человека.